# Alternaria saparva
Alternaria saparva är en svampart som först beskrevs av Chirayathumadom Venkatachalier Subramanian, och fick sitt nu gällande namn av Deighton 1969. Alternaria saparva ingår i släktet Alternaria och familjen Pleosporaceae.   Inga underarter finns listade i Catalogue of Life.